# Выборгская крепостная минная рота
Выборгская крепостная минная рота
Праздник части — 9 мая

Старшинство по состоянию на 1914:   23 марта 1890

## История
Сформирована 23 марта 1890 как Выборгская крепостная минная рота.
В 1914-1917 штаб роты находился в Выборгской крепости. Хранилище морских мин и боевая минная станция находились на острове Туркинсаари (Овчинный). К 1918 году рота была оснащена парком новейших катеров (малых минных заградителей) выпуска 1915-1916 гг., в хранилище имелся запас мин дистанционного и нажимного срабатывания и до 100 км кабелей для дистанционного подрыва мин.

## Назначение части
Как расположенной в приморской крепости,  задачей Выборгской крепостной минной роты было выставление минных заграждений в акватории Финского залива, примыкающей к Выборгской крепости

Для выполнения этой задачи имела в своём составе специальные минные суда и плавсредства 

По назначению де-факто являясь флотской частью, рота комплектовалась и содержалась сухопутным ведомством, считаясь инженерной частью Российской Императорской Армии

## Знаки отличия части к 1914
Сама рота не имела знаков отличий (знамён отдельным ротам не полагалось), но суда и плавсредства, входившие в её состав, имели флаг особого образца.

## Командиры части
- xx.xx.xxxx-05.08.1898 — подполковник Петров
- 05.08.1898-xx.xx.xxxx — подполковник Фортунатов
- xx.xx.xxxx-29.08.1917 — подполковник И.И. Бородин

## Примечание
Все даты приведены по старому стилю.